# Pistola elettroflogopneumatica

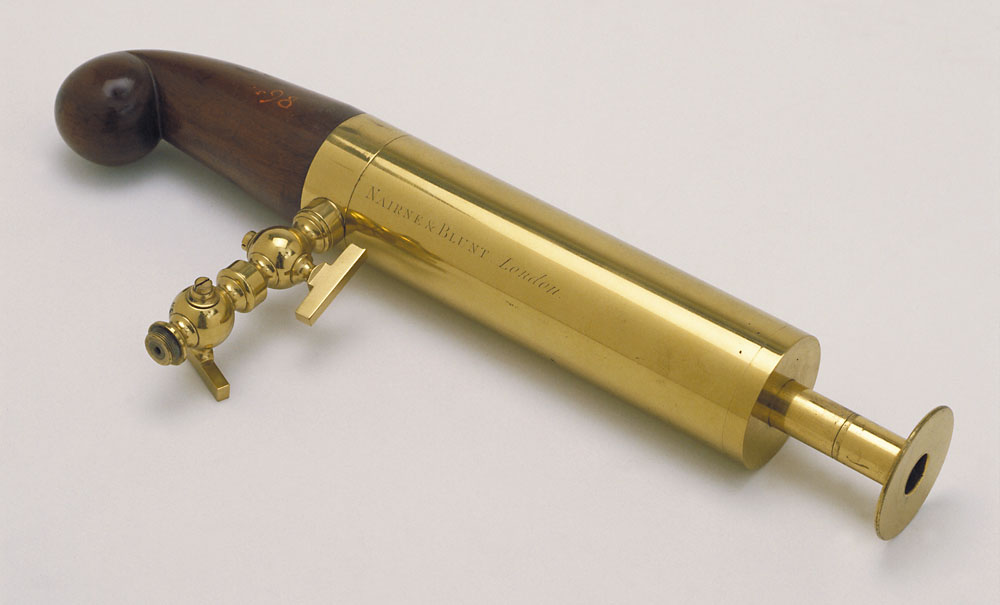
La pistola elettrica di Alessandro Volta, prodotta dalla Nairne & Blunt e conservata al Museo Galileo di Firenze.

La pistola elettroflogopneumatica o pistola di Volta è un apparecchio creato da Alessandro Volta durante i suoi studi sulle "arie infiammabili", metano ed idrogeno, scoperte dallo stesso Volta intorno al 1776.

## Storia
Volta nel gennaio del 1777, essendo riuscito ad accendere l'aria infiammabile con la scintilla provocata da una pietra focaia, pensò di costruire "una piccola bombarda", in cui inserire "aria infiammabile" mescolata in giusta dose con "aria deflogisticata" (ossigeno) potesse spingere fuori una palla "con impeto e rimbombo" una volta accesa "con un acciarino, proprio come un archibugio comune." come scrive lo stesso Volta.

## Funzionamento
Volta perfezionò la sua invenzione e diede dimostrazione della detonazione che si ottiene facendo scoccare una scintilla in una miscela di aria comune e di aria infiammabile (idrogeno o metano). Un tubo di vetro contenente due elettrodi viene riempito in parte di gas infiammabile e per il resto di aria, poi chiuso con un tappo di sughero. Tenendo in mano un elettrodo e toccando l'altro con un elettroforo carico, si innescava una esplosione che espelleva con violenza il tappo.

## Importanza
La scoperta di Volta è importante perché precursore di due applicazioni future:
- Volta provò a far funzionare la sua invenzione anche trasportando l'elettricità mediante due fili conduttori: non è difficile vedere in questo progetto l'idea della trasmissione di un segnale a distanza, ovvero una anticipazione del telegrafo.
- avendo per primo ottenuto la combustione in vasi chiusi, mediante scintilla elettrica, di miscele di gas infiammabili e aria, Volta può essere considerato il precursore dei sistemi di accensione dei moderni motori a benzina.